# صالة أولستايت
صالة أولستايت (بالإنجليزية: Allstate Arena)‏ وتعرف سابقًا باسم روزمونت هوريزن (بالإنجليزية: Rosemont Horizon)‏ هي صالة مُتعدد الاستخدمات تقع في روسمونت في إلينوي الأمريكية بالقرب من حدود مدينة شيكاغو ومطار أوهير الدولي. افتتحت الصالة في عام 1980، بطاقة استيعابية قدرها 17,500 مقعد لمباريات كرة السلة و16,692 مقعد لمباريات هوكي الجليد.

## وصلات خارجية
- Official Website
- DePaul Athletics - Allstate Arena